# Bjørn Rasmussen
Pour les articles homonymes, voir Rasmussen.
Bjørn Rasmussen (19 mai 1885 – 9 août 1962) est un footballeur danois, évoluant au poste d'attaquant.

## Biographie
Il fait partie des joueurs danois sélectionnés pour disputer les Jeux olympiques de 1908. Lors du tournoi olympique organisé à Londres, il joue deux matchs, contre la France puis contre la Grande-Bretagne, et remporte la médaille d'argent. Cela constitue sa seule expérience en équipe du Danemark.

## Palmarès
Danemark
- Jeux olympiques :
  -  Argent : 1908.